# جان اندر گاریدو
جان اندر گاریدو (انگلیسی: Jon Ander Garrido؛ زادهٔ ۹ اکتبر ۱۹۸۹) بازیکن فوتبال اهل اسپانیا است.
از باشگاه‌هایی که در آن بازی کرده‌است می‌توان به باشگاه فوتبال کادیس و باشگاه فوتبال میراندس اشاره کرد.